# 485 a.C.
Il 485 a.C. (CDLXXXV a.C. in numeri romani) è un anno  del V secolo a.C.

## Eventi
- Roma: 
  - consoli Servio Cornelio Maluginense e Quinto Fabio Vibulano.

## Nati
- Euripide, drammaturgo greco antico († 406 a.C.)

## Morti
- Spurio Cassio Vecellino, politico e militare romano